# Джуд Лоу
Девід Джуд Гейворт Лоу (англ. David Jude Heyworth Law; нар. 29 грудня 1972, Лондон, Англія, Сполучене Королівство) — британський кіноактор і театральний актор. Дворазовий номінант на премію «Оскар» (2000, 2004), чотириразовий — на премію «Золотий глобус». Найбільшу популярність здобув після фільмів «Талановитий містер Ріплі» (1999, премія БАФТА за найкращу чоловічу роль другого плану), «Холодна гора» (2003, номінації на «Оскар» і «Золотий глобус»), «Близькість» (2004).

## Біографія
Народився 29 грудня 1972 на південному-сході Лондона (Велика Британія) в сім'ї шкільних вчителів Пітера та Меггі Лоу. Його батько працював вчителем молодших класів, а мама викладала англійську мову дітям біженців. Джуд був другою дитиною в сім'ї і до чотирнадцяти років навчався у звичайній школі, але потім через знущання однокласників батьки були змушені перевести його в приватну школу в Далвічі. Тепер батьки Джуда володіють театральною компанією у Франції, а старша сестра Наташа працює фотографом.

### Перші ролі
Батьки Джуда любили театр та досить рано почали заохочувати прагнення сина виступати на сцені. Вже у 6 років він виконав свою першу роль у дитячій виставі, а у 12 — став членом трупи Національного молодіжного музичного театру (National Youth Music Theatre). 1986 року Лоу дебютував на телебаченні, з'явившись в одному зі скетчів передачі для підлітків «Кишенькові гроші». У 17 років він продовжив свою телевізійну кар'єру, зігравши конюха у фільмі «Глостерський кравець» за розповіддю-казкою письменниці Беатріси Поттер. Того ж року він покинув школу й розпочав знімання у телесеріалі «Сім'ї», де виконав роль неуспішного підлітка Нейтана Томпсона. Далі впродовж двох років Лоу був переважно зайнятий на театральних підмостках — гастролював Італією з виставою «Пігмаліон», 1991 року знявся в другорядній ролі в телесеріалі про Шерлока Холмса, потім дебютував на лондонській сцені в постановці «Найшвидші годинники у Всесвіті», найкращій прем'єрі театральної сезону 1992 року за версією журналу «Time Out».

### Успіх
Хоча попередні роботи Лоу в кіно були відносно вдалими, перше справжнє визнання він отримав, знявшись 1999 року в стрічці Ентоні Мінгелли «Талановитий містер Ріплі». У цьому психологічному трилері за однойменним романом Патриції Гайсміт Лоу виконав роль багатого марнотратника життя Дікі Грінліфа, об'єкта заздрощів Тома Ріплі, якого зіграв Метт Деймон. Картина мала грандіозний успіх. При бюджеті 40 млн доларів вона зібрала в прокаті 81 млн, завоювала визнання глядачів і високу оцінку критиків. За гру у фільмі Джуд був номінований на кілька престижних кінопремій (зокрема «Оскар» і «Золотий глобус») і в підсумку здобув премію Британської Академії кіно і телебачення (БАФТА) як найкращий актор другого плану. Для фільму Талановитий містер Ріплі, Джуд Лоу навчився грати на саксофоні й разом із Меттом Деймоном і Розаріо Фіорелло був також номінований на премію MTV Movie Awards за виконання пісні «Ти хочеш бути американцем» (Tu vuò fà l'americano) італійського співака Ренато Карозоне (Renato Carosone).

### 2020-ті роки
У липні 2020 року стало відомо, що Лоу погодився на пропозицію кіностудії Walt Disney зіграти роль зловісного Капітана Гака у фільмі про Пітера Пена, що оснований на знаменитому творі письменника Джеймса Баррі та його класичній анімаційній екранізації.

## Нагороди
- 1999 року здобув премію БАФТА за найкращу чоловічу роль другого плану (за фільм «Талановитий містер Ріплі»)
- Кавалер французького ордена мистецтв і літератури.

## Фільмографія

### Кінофільми
| Рік  |    | Українська назва                          | Оригінальна назва                               | Роль                      |
| ---- | -- | ----------------------------------------- | ----------------------------------------------- | ------------------------- |
| 1994 | ф  |                                           | The Crane                                       | молодий чоловік           |
| 1994 | ф  | Шопінг                                    | Shopping                                        | Біллі                     |
| 1996 | ф  | Люблю тебе, не люблю тебе                 | I Love You, I Love You Not                      | Ітан                      |
| 1997 | ф  | Схильність                                | Bent                                            | штурмовик                 |
| 1997 | ф  | Уайльд                                    | Wilde                                           | Лорд Альфред Дуґлас       |
| 1997 | ф  | Гаттака                                   | Gattaca                                         | Джером Юджин Мороу        |
| 1997 | ф  | Опівночі у саду добра і зла               | Midnight in the Garden of Good and Evil         | Білі Хенсон               |
| 1998 | ф  | Музика з іншої кімнати                    | Music from Another Room                         | Дені                      |
| 1998 | ф  | Фінальний монтаж                          | Final Cut                                       | Джуд                      |
| 1998 | ф  | Мудрість крокодилів                       | The Wisdom of Crocodiles                        | Стівен                    |
| 1999 | ф  | Екзистенція                               | eXistenZ                                        | Тед Пікуль                |
| 1999 | ф  | Присутність духу                          | Presence of Mind                                | секретар                  |
| 1999 | ф  | Талановитий містер Ріплі                  | The Talented Mr. Ripley                         | Дікі Грінліф              |
| 2000 | ф  | Лондонські пси                            | Love, Honour and Obey                           | Джуд                      |
| 2001 | ф  | Ворог біля воріт                          | Enemy at the Gates                              | Василь Зайцев             |
| 2001 | ф  | Штучний розум                             | A.I. Artificial Intelligence                    | Жиголо Джо                |
| 2002 | ф  | Проклятий шлях                            | Road to Perdition                               | Харлен Магвайр            |
| 2003 | ф  | Холодна гора                              | Cold Mountain                                   | Інман                     |
| 2004 | ф  | Змова                                     | I Heart Huckabees                               | Бред Стенд                |
| 2004 | ф  | Небесний Капітан та світ майбутнього      | Sky Captain and the World of Tomorrow           | Джо Саліван               |
| 2004 | ф  | Красунчик Алфі, або Чого хочуть чоловіки  | Alfie                                           | Алфі                      |
| 2004 | ф  | Близькість                                | Closer                                          | Дэн                       |
| 2004 | ф  | Авіатор                                   | The Aviator                                     | Ерол Флін                 |
| 2004 | ф  | Лемоні Снікет: 33 нещастя                 | Lemony Snicket’s A Series of Unfortunate Events | Лемоні Снікет (озвучення) |
| 2006 | ф  | Все королівське військо                   | All the King’s Men                              | Джек Берден               |
| 2006 | ф  | Вторгнення                                | Breaking and Entering                           | Віл                       |
| 2006 | ф  | Відпустка за обміном                      | The Holiday                                     | Грем                      |
| 2007 | ф  | Мої чорничні ночі                         | My Blueberry Nights                             | Джеремі                   |
| 2007 | ф  | Слідчий                                   | Sleuth                                          | Майло Тіндл               |
| 2009 | ф  | Гнів                                      | Rage                                            | Мінкс                     |
| 2009 | ф  | Імаджинаріум доктора Парнаса              | The Imaginarium of Doctor Parnassus             | Тоні, 2-а трансформація   |
| 2009 | ф  | Шерлок Холмс                              | Sherlock Holmes                                 | Доктор Ватсон             |
| 2010 | ф  | Різники                                   | Repo Men                                        | Ремі                      |
| 2011 | ф  | Хранитель часу                            | Hugo Cabret                                     | батько Х’юго              |
| 2011 | ф  | Зараза                                    | Contagion                                       | Алан Крамвіде             |
| 2011 | ф  | Шерлок Холмс: Гра тіней                   | Sherlock Holmes: A Game of Shadows              | Доктор Ватсон             |
| 2012 | мф | Вартові легенд                            | Rise Of The Guardians                           | Бабай (озвучення)         |
| 2012 | ф  | Анна Кареніна                             | Anna Karenina                                   | Олексій Каренін           |
| 2013 | ф  | Дом Гемінґвей                             | Dom Hemingway                                   | Дом Гемінґвей             |
| 2013 | ф  | Побічна дія                               | Side Effects                                    | Джонатан Бенкс            |
| 2014 | ф  | Готель «Гранд Будапешт»                   | The Grand Budapest Hotel                        | молодий письменник        |
| 2014 | ф  | Чорне море                                | Black Sea                                       | Робінсон                  |
| 2015 | ф  | Шпигунка                                  | Spy                                             | агент Бредлі Файний       |
| 2016 | ф  | Геній                                     | Genius                                          | Томас Вулф                |
| 2017 | ф  | Король Артур: Легенда меча                | King Arthur: Legend of the Sword                | Вортігерн                 |
| 2018 | ф  | Голос люкс                                | Vox Lux                                         | менеджер                  |
| 2018 | ф  | Фантастичні звірі: Злочини Ґріндельвальда | Fantastic Beasts: The Crimes of Grindelwald     | Албус Дамблдор            |
| 2019 | ф  | Капітан Марвел                            | Captain Marvel                                  | Йон-Роґґ                  |
| 2019 | ф  | Дощовий день у Нью-Йорку                  | A Rainy Day in New York                         | Тед Девідофф              |
| 2019 | ф  | Ритм-секція                               | The Rhythm Section                              | Ієн Бойд                  |
| 2020 | ф  | Гніздо                                    | The Nest                                        | Рорі                      |
| 2022 | ф  | Фантастичні звірі: Таємниці Дамблдора     | Fantastic Beasts: The Secrets of Dumbledore     | Албус Дамблдор            |
| 2023 | ф  | Пітер Пен і Венді                         | Peter Pan & Wendy                               | Капітан Гак               |
| 2023 | ф  | Гамбіт королеви                           | Firebrand                                       | Генріх VIII               |
| 2024 | ф  | Порядок                                   | The Order                                       | Террі Хаск                |
| 2024 | ф  | Едем                                      | Eden                                            | доктор Фрідріх Ріттер     |
| 2025 | ф  | Кремлівський чаклун                       | The Wizard of Kremlin                           | Володимир Путін           |
|      | ф  | Шерлок Холмс 3                            | Sherlock Holmes 3                               | Доктор Ватсон             |

### Телебачення
| Рік       |    | Українська назва                  | Оригінальна назва                 | Роль                                                                |
| --------- | -- | --------------------------------- | --------------------------------- | ------------------------------------------------------------------- |
| 1989      | тф |                                   | The Tailor of Gloucester          | конюх Сем                                                           |
| 1990      | с  | Сім’ї                             | Families                          | Нейтан Томпсон (2 епізоди)                                          |
| 1991      | с  | Пригоди Шерлока Холмса            | The Adventures of Sherlock Holmes | Джо Барнс (епізод "Пригода в садибі Шоскомб")                       |
| 1993      | тф |                                   | The Marshal                       | Бруно                                                               |
| 2004      | с  | Суботнього вечора в прямому ефірі | Saturday Night Live               | гість (епізод "Jude Law / Ashlee Simpson")                          |
| 2010      | с  | Суботнього вечора в прямому ефірі | Saturday Night Live               | гість (епізод "Jude Law / Pearl Jam")                               |
| 2016      | с  | Молодий Папа                      | The Young Pope                    | Папа Пій XIII (10 епізодів)                                         |
| 2017—2018 | мс |                                   | Neo Yokio                         | Чарльз (7 епізодів)                                                 |
| 2020      | с  | Новий Папа                        | The New Pope                      | Ленні Белардо / Папа Пій XIII (9 епізодів)                          |
| 2020      | с  | Третій день                       | The Third Day                     | Сем (5 епізодів)                                                    |
| 2023      | мс | А що як...?                       | What If...?                       | Йон-Роґґ (епізод "А що як... Небула вступила б до корпусу «Нова»?") |
| 2024—2025 | с  | Зоряні війни: Кістяк Команди      | Star Wars: Skeleton Crew          | Джод На Наву (8 епізодів)                                           |